# ベースボールフィリピン
ベースボールフィリピン（Baseball Philippines）は、フィリピン国内における野球リーグ。2007年発足。2012年終了。

## 概要
元々フィリピンではアメリカの影響もありアマチュア野球がさかんで、1954年の第1回アジア野球選手権大会では優勝も果たしている。しかし東南アジア特有の高温多湿で雨が多い環境では、屋外スポーツである野球は根付きづらいという面があった。さらには中国などの台頭もあり、アジアでは5・6番手といった位置である。
ベースボールフィリピンは2007年5月27日に初の試合が行われている。5球団1リーグ制で、ポストシーズンなどをへて同年7月8日で春季リーグ（シリーズ1）を終えた。さらに10月からは秋季リーグ（シリーズ2）が始まり、球団数も試合が開始された5月末当初より1球団増えて6球団になった。
2008年シーズンからは北地区3球団、南地区4球団の7球団制でシーズンが行われている。フィリピン野球協会やスポーツ委員会らで設立されたリーグで、スポンサーも独自で集めており経営的にも独立しているといえる。
2012年シーズン限りでリーグ戦は終了し、その後フィリピンの国内野球リーグは空白期間を経て2019年にフィリピンベースボールリーグとして復活した。

## チーム
- バタンガス・ブルズ（Batangas Bulls）
- セブ・ドルフィンズ（Cebu Dolphins）
- フォワード・タギッグ・ペイトリオッツ（Forward Taguig Patriots）
- アラバン・タイガース（Alabang Tigers）
- マニラ・シャークス（Manila Sharks）
- ドゥマゲッティ・ユニバイカーズ（Dumaguete Uni-bikers）

### 過去に参加していたチーム
- マリキナ・シューメイカーズ
- ラグナ・タイガース
- ネグロス・ルースターズ
- アンティポロ・ピルグリムス（Antipolo Pilgrims）
- マカティ・マリナーズ（Makati Mariners）
- ケソンシティ・エンジェルス（Quezon City Angels）
- パンパンガ・サンド・キングス(Pampanga Sand Kings)

## 各年の結果
| 年度            | 1位      | 2位      | 3位      | 4位            | 5位      | 6位                  |
| --------------- | -------- | -------- | -------- | -------------- | -------- | -------------------- |
| 2007年シリーズ1 | マカティ | ネグロス | マニラ   | セブ           | ラグナ   |                      |
| 2007年シリーズ2 | セブ     | マニラ   | マリキナ | ドゥマゲッティ | マカティ | フォワード・タギッグ |

## 各年のチャンピオンシップシリーズの結果
| 回数 | 年度   | 優勝チーム           | 成績   | 星取表   | 相手チーム             |
| ---- | ------ | -------------------- | ------ | -------- | ---------------------- |
| 1    | 2007年 | マカティ・マリナーズ | 1勝    | 4-2 ※注1 | ネグロス・ルースターズ |
| 2    | 2007年 | セブ・ドルフィンズ   | 2勝1敗 | ○●○      | マニラ・シャークス     |

※注1：2007年のシリーズ1は1試合のみでリーグチャンピオンを決定した。そのためその試合のスコアを載せている。

## 表彰
| 回数 | 年度   | MVP                  | 最優秀監督             | 最優秀投手             | 最優秀打者               | 本塁打王                                            |
| ---- | ------ | -------------------- | ---------------------- | ---------------------- | ------------------------ | --------------------------------------------------- |
| 1    | 2007年 | アーネスト・ビナラオ | ロベルト・イトゥラルデ | ジョセフ・オレリャナ   | ニノ・タトル             |                                                     |
| 2    | 2007年 | ジョセフ・オレリャナ | イサーク・バカリサス   | チャーリー・ラブラドル | ジョン・ジョセフ・アプラ | ジョン・ジョセフ・アプラ、バージリオ・ロハス（2本） |